# 친구 누나
"친구 누나"는 2016년에 개봉한 대한민국의 영화이다.

## 캐스팅
- 박초현 : 희진 역
- 김성환 : 준수 역
- 주인철 : 재석 역
- 서준열 : 희규 역
- 이경준 : 부장 역
- 홍두리 : 스타킹 녀 역
- 박대규 : 동혁 역 (우정출연)
- 아리 : 준수엄마 역 (특별출연)